# Tamga Tasch

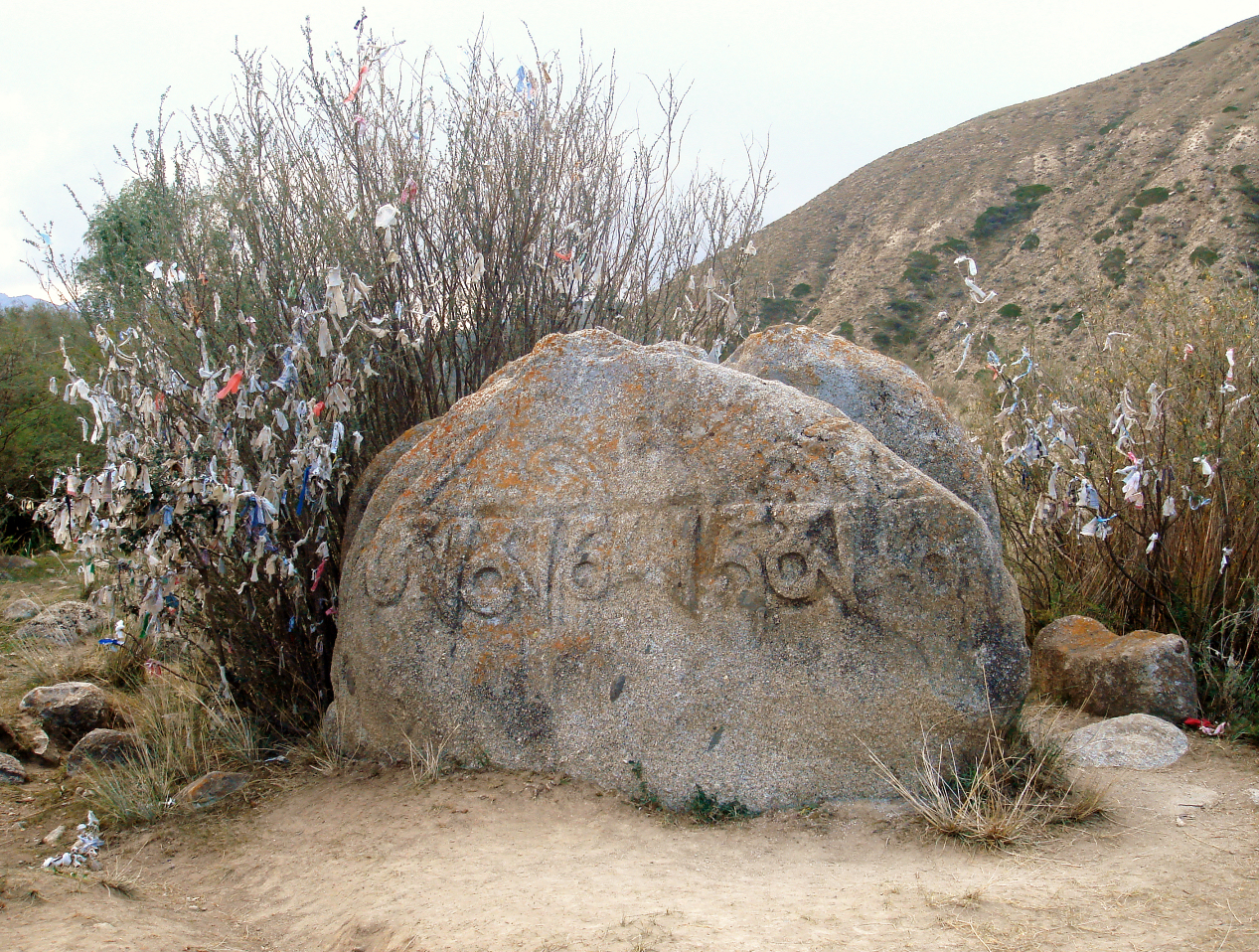
Einer der Findlinge von Tamga Tasch

Tamga Tasch (deutsch: Stempelstein oder Zeichenstein) ist der Name einer Gruppe von Findlingen mit buddhistischen Inschriften im Tamga-Tal nahe dem Gebirgssee Yssyk-Köl im Osten Kirgisistans.

## Lage
Tamga Tasch liegt im Tal des Flusses Tamga südlich des Yssyk-Köls. Etwa drei Kilometer nördlich mündet der Fluss beim gleichnamigen Ort Tamga in den Yssyk-Köl. Im Tamga-Tal finden sich zahlreiche Findlinge, unter dem Namen Tamga Tasch werden allerdings nur drei der größten Steine mit sichtbaren Inschriften zusammengefasst. Diese drei Steine liegen verteilt am Ufer des Flusses Tamga, zwei Findlinge am westlichen Ufer und ein Findling am östlichen Ufer des Flusses.
Der Ort ist aufgrund der mangelhaften Infrastruktur in der Region nur schwer erreichbar, insbesondere da es kaum Brücken über den Tamga gibt. Vom Ort Tamga aus bieten ortskundige Führer Wanderungen und Reitausflüge nach Tamga Tasch an.

## Beschreibung
Die drei Steine von Tamga Tasch weisen alle Inschriften in Sanskrit und tibetischer Schrift auf. Auf zwei der drei Steine ist das Mantra Om mani padme hum („Om, Juwel im Lotos“) zu lesen, das als ältestes Mantra des tibetischen Buddhismus gilt. Die Inschriften auf den beiden Steinen unterscheiden sich allerdings in ihrer Machart, da die Schriftzeichen auf einem Stein durch ein Basrelief aus der Oberfläche hervortreten und auf dem anderen Stein als versenktes Relief in die Oberfläche eingeritzt sind. Der dritte Stein ist der heiligen Silbe Om gewidmet und zeigt verschiedene Darstellungen der Silbe.
In der Umgebung der Steine befinden sich zahlreiche kleine Votivgaben, die von Pilgern an dem Ort dargebracht wurden. Außerdem sind die umstehenden Bäume teilweise mit buddhistischen Gebetsfahnen geschmückt.

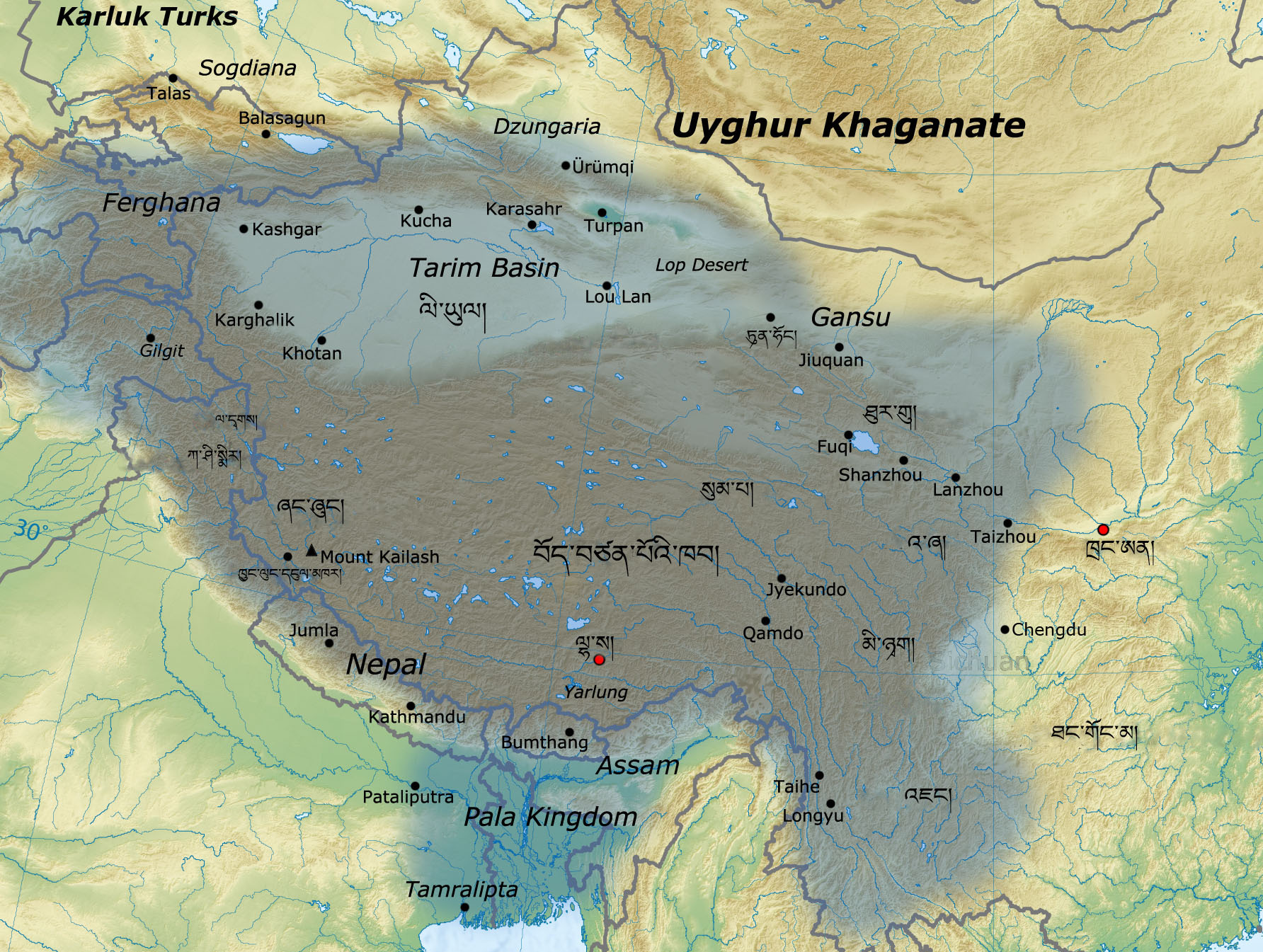
Größte Ausdehnung der Tibetischen Monarchie gegen Ende des 8. Jahrhunderts

## Geschichte
Über das Alter der Zeichensteine von Tamga Tasch gibt es unterschiedliche Angaben. Es gilt jedoch als wahrscheinlich, dass sie aus dem 8. oder 9. Jahrhundert stammen, als die tibetische Monarchie ihre größte Ausdehnung erreichte und ihren Einfluss bis auf das Gebiet des heutigen Kirgisistans ausdehnen konnte. Mit dem Einfluss der Tibeter kam es in den kontrollierten Gebieten auch zu einer verstärkten Verbreitung des tibetischen Buddhismus, dessen Ausbreitung in der Region erst durch die Islamische Expansion weitestgehend gestoppt wurde.
In der lokalen Bevölkerung wird die Entstehung der Steine teilweise auf den kirgisischen Nationalhelden Manas zurückgeführt. Demnach spaltete Manas einen der Steine und listete mit den Schriftzeichen auf der Oberfläche des Steins seine Heldentaten auf. Aufgrund dieser Legende wird Tamga Tasch auch als Symbol für die Macht des Helden Manas verehrt.

## Bedeutung
Tamga Tasch hat bis heute eine Bedeutung als buddhistischer Wallfahrtsort. Insbesondere in den Sommermonaten wird der Ort regelmäßig von größeren Besuchergruppen aufgesucht und zur Meditation oder zur Darbringung von Votivgaben genutzt. Neben der spirituellen Bedeutung hat Tamga Tasch auch eine historische Bedeutung als Relikt des Buddhismus in Zentralasien.